# Wahlkreis Falkirk East (Schottisches Parlament)
| Falkirk East                    |
| ------------------------------- |
| Falkirk East · Central Scotland |
| Gebildet                        |
| 1999                            |
| Abgeordneter                    |
| Michelle Thomson (SNP)          |
| Regionen                        |
| Falkirk                         |

Falkirk East ist ein Wahlkreis für das Schottische Parlament. Er wurde 1999 als einer von zehn Wahlkreisen der Wahlregion Central Scotland eingeführt und besteht seitdem unverändert. Er umfasst die östlichen Gebiete der Council Area Falkirk. Zu den größten Städten innerhalb der Grenzen des Wahlkreises zählen Grangemouth und Bo’ness. Falkirk selbst liegt jedoch im Wahlkreis Falkirk West. Der Wahlkreis entsendet einen Abgeordneten.
Der Wahlkreis erstreckt sich über eine Fläche von 193,2 km2. Im Jahre 2020 lebten 80.667 Personen innerhalb seiner Grenzen.

## Wahlergebnisse

### Parlamentswahl 1999
| Ergebnisse der Parlamentswahl 1999     | Ergebnisse der Parlamentswahl 1999 | Ergebnisse der Parlamentswahl 1999 | Ergebnisse der Parlamentswahl 1999 |
| Partei                                 | Kandidat                           | Stimmen                            | %                                  |
| -------------------------------------- | ---------------------------------- | ---------------------------------- | ---------------------------------- |
| Labour                                 | Cathy Peattie                      | 15.721                             | 44,7                               |
| SNP                                    | Keith Brown                        | 11.582                             | 32,9                               |
| Conservative                           | Alastair Orr                       | 3399                               | 9,7                                |
| Liberal Democrats                      | Gordon MacDonald                   | 2509                               | 7,1                                |
| Socialist Labour Party                 | Raymond Stead                      | 1643                               | 4,7                                |
| Scottish Families and Pensioners Party | Victor McGrain                     | 358                                | 1,0                                |
| Wahlbeteiligung: 35.212 (60,65 %)      |                                    |                                    |                                    |

### Parlamentswahl 2003
| Ergebnisse der Parlamentswahl 2003 | Ergebnisse der Parlamentswahl 2003 | Ergebnisse der Parlamentswahl 2003 | Ergebnisse der Parlamentswahl 2003 | Ergebnisse der Parlamentswahl 2003 |
| Partei                             | Kandidat                           | Stimmen                            | %                                  | ±                                  |
| ---------------------------------- | ---------------------------------- | ---------------------------------- | ---------------------------------- | ---------------------------------- |
| Labour                             | Cathy Peattie                      | 14.235                             | 51,7                               | +7,0                               |
| SNP                                | Keith Brown                        | 7576                               | 27,5                               | −5,4                               |
| Conservative                       | Tom Calvert                        | 2720                               | 9,9                                | +0,2                               |
| Liberal Democrats                  | Karren Utting                      | 1651                               | 6,0                                | −1,1                               |
| Socialist                          | Mhairi McAlpine                    | 1377                               | 5,0                                | +5,0                               |
| Wahlbeteiligung: 27.559 (49,06 %)  |                                    |                                    |                                    |                                    |

### Parlamentswahl 2007
| Ergebnisse der Parlamentswahl 2007 | Ergebnisse der Parlamentswahl 2007 | Ergebnisse der Parlamentswahl 2007 | Ergebnisse der Parlamentswahl 2007 | Ergebnisse der Parlamentswahl 2007 |
| Partei                             | Kandidat                           | Stimmen                            | %                                  | ±                                  |
| ---------------------------------- | ---------------------------------- | ---------------------------------- | ---------------------------------- | ---------------------------------- |
| Labour                             | Cathie Peattie                     | 13.184                             | 43,5                               | −8,2                               |
| SNP                                | Annabelle Ewing                    | 11.312                             | 37,3                               | +9,8                               |
| Conservative                       | Scott Campbell                     | 3701                               | 12,2                               | +2,3                               |
| Liberal Democrats                  | Natalie Maver                      | 2136                               | 7,0                                | +1,0                               |
| Wahlbeteiligung: 30.333 (52,60 %)  |                                    |                                    |                                    |                                    |

### Parlamentswahl 2011
| Ergebnisse der Parlamentswahl 2011 | Ergebnisse der Parlamentswahl 2011 | Ergebnisse der Parlamentswahl 2011 | Ergebnisse der Parlamentswahl 2011 | Ergebnisse der Parlamentswahl 2011 |
| Partei                             | Kandidat                           | Stimmen                            | %                                  | ±                                  |
| ---------------------------------- | ---------------------------------- | ---------------------------------- | ---------------------------------- | ---------------------------------- |
| SNP                                | Angus MacDonald                    | 14.302                             | 50,8                               | +13,5                              |
| Labour                             | Cathie Peattie                     | 10.767                             | 38,2                               | −5,3                               |
| Conservative                       | Lynn Munro                         | 2.372                              | 8,4                                | −3,8                               |
| Liberal Democrats                  | Ross Laird                         | 727                                | 2,6                                | −4,4                               |
| Wahlbeteiligung: 28.168 (49,94 %)  |                                    |                                    |                                    |                                    |

### Parlamentswahl 2016
| Ergebnisse der Parlamentswahl 2016 | Ergebnisse der Parlamentswahl 2016 | Ergebnisse der Parlamentswahl 2016 | Ergebnisse der Parlamentswahl 2016 | Ergebnisse der Parlamentswahl 2016 |
| Partei                             | Kandidat                           | Stimmen                            | %                                  | ±                                  |
| ---------------------------------- | ---------------------------------- | ---------------------------------- | ---------------------------------- | ---------------------------------- |
| SNP                                | Angus MacDonald                    | 16.720                             | 51,4                               | +0,6                               |
| Labour                             | Craig Martin                       | 8.408                              | 25,9                               | −12,4                              |
| Conservative                       | Callum Laidlaw                     | 6.342                              | 19,5                               | +11,1                              |
| Liberal Democrats                  | James Munro                        | 1.054                              | 3,2                                | +0,7                               |
| Wahlbeteiligung: 32.524 (54,14 %)  |                                    |                                    |                                    |                                    |

### Parlamentswahl 2021
| Ergebnisse der Parlamentswahl 2021 | Ergebnisse der Parlamentswahl 2021 | Ergebnisse der Parlamentswahl 2021 | Ergebnisse der Parlamentswahl 2021 | Ergebnisse der Parlamentswahl 2021 |
| Partei                             | Kandidat                           | Stimmen                            | %                                  | ±                                  |
| ---------------------------------- | ---------------------------------- | ---------------------------------- | ---------------------------------- | ---------------------------------- |
| SNP                                | Michelle Thomson                   | 18.417                             | 47,4                               | −4,0                               |
| Labour                             | Allyson Black                      | 10.832                             | 27,9                               | +2,0                               |
| Conservative                       | Neil Benny                         | 7.618                              | 19,6                               | +0,1                               |
| Liberal Democrats                  | Paul Rolfe                         | 1.007                              | 2,6                                | −0,6                               |
| Parteilos                          | Peter Krykant                      | 971                                | 2,5                                | +2,5                               |
| Wahlbeteiligung: 63 %              |                                    |                                    |                                    |                                    |